# نامه یک زن ناشناس (فیلم)
نامهٔ زنی ناشناس (انگلیسی: Letter from an Unknown Woman) فیلمی در ژانر درام به کارگردانی ماکس افولس است که در سال ۱۹۴۸ منتشر شد.

## بازیگران
- جون فونتین
- لوئی ژوردان
- ارسکین سنفرد
- بتی بلایت
- آرت اسمیت
- هاوارد فریمن

## ایده کارگردان درون فیلم
نویسنده این فیلم یک شبح است و در واقع همان زن ناشناخته است. کارگردان فیلم همان شخص است و آن شخص لال که خدمتکار استفان است، آن را امضا می‌کند. در واقع، این شخص لال همان کارگردان است، یعنی اوفلوس واقعی. انگار می‌خواهد بگوید که کارگردانی و ترکیب‌بندی، نقض لالی هستند؛ یعنی فردی است که دائماً تلاش می‌کند تا این لال بودن را بشکند.